# Santa Maria de Geraz do Lima
Santa Maria de Geraz do Lima ist ein Ort und eine ehemalige Gemeinde (Freguesia) im nordportugiesischen Kreis Viana do Castelo der Unterregion Minho-Lima. Die Gemeinde hatte 873 Einwohner (Stand 30. Juni 2011).
Am 29. September 2013 wurden die Gemeinden Geraz do Lima (Santa Maria), Geraz do Lima (Santa Leocádia), Moreira de Geraz do Lima und Deão zur neuen Gemeinde União das Freguesias de Geraz do Lima (Santa Maria, Santa Leocádia e Moreira) e Deão zusammengeschlossen. Geraz do Lima (Santa Maria) ist Sitz dieser neu gebildeten Gemeinde.